# Пневмоніт
Пневмоніт — запалення легеневих тканин яке спричиняють різні фактори, крім мікроорганізмів. Причиною може бути променева терапія грудної клітки,, потрапляння медикаментів, що застосовуються під час хімієтерапії, вдихання сміття (наприклад, дандер), частинок їжі під час блювання, гербіцидів або флуорокарбонів та деякі системні захворювання.
Він відрізняється від пневмонії за причиною, а також за її проявом, оскільки пневмонію можна охарактеризувати як пневмоніт у поєднанні з консолідацією та випітом легеневої тканини через зараження мікроорганізмом.

## Причини
- Вірусна інфекція. Кір може спричинити тяжкий пневмоніт, рибавірин було запропоновано як можливе лікування. Вірус герпеса людини 5 типу[en] є ще однією причиною захворювання.
- Пневмонія
- Променева терапія
- Вдихання хімічних речовин, таких як гідроксид натрію[5]
- Інтерстиціальне захворювання легенів[en]
- Сепсис
- Побічна реакція на ліки
- Підвищена чутливість до інгаляційних засобів[6]
- Вдихання спор деяких видів гриба (бронхоальвеолярний алергічний синдром)[7]
- Вплив ртуті
- Паління
- Перенасичення хлором
- Бронхіальна обструкція[en] (обструктивний пневмоніт[en] або постобструктивний пневмоніт[en])
- Аскаридоз (під час міграції гельмінтів)

## Діагностика
Для розмежування пневмоніту та пневмонії інфекційної етіології необхідно лікарем призначається рентген грудної клітки або КТ. Певна ступінь пневмосклерозу може бути очевидною при КТ, що свідчить про хронічні запальні процеси легенів.

### Класифікація
Його можна поділити на ідіопатичний фіброзуючий альвеоліт, пневмоніт крові, лімфоцитарний інтерстиційний пневмоніт, променевий пневмоніт та уремічний пневмоніт.

## Лікування
Типове лікування пневмоніту включає консервативне застосування кортикостероїдів, таких як короткий пероральний курс преднізону або метилпреднізолону. Інгаляційні кортикостероїди, такі як флютиказон або будесонід, також можуть бути ефективними для зменшення запалення та запобігання повторного запалення на хронічному рівні шляхом придушення запальних процесів, які можуть бути спровоковані впливом навколишнього середовища, такими як алергени.